# 三宅彰 (音楽プロデューサー)

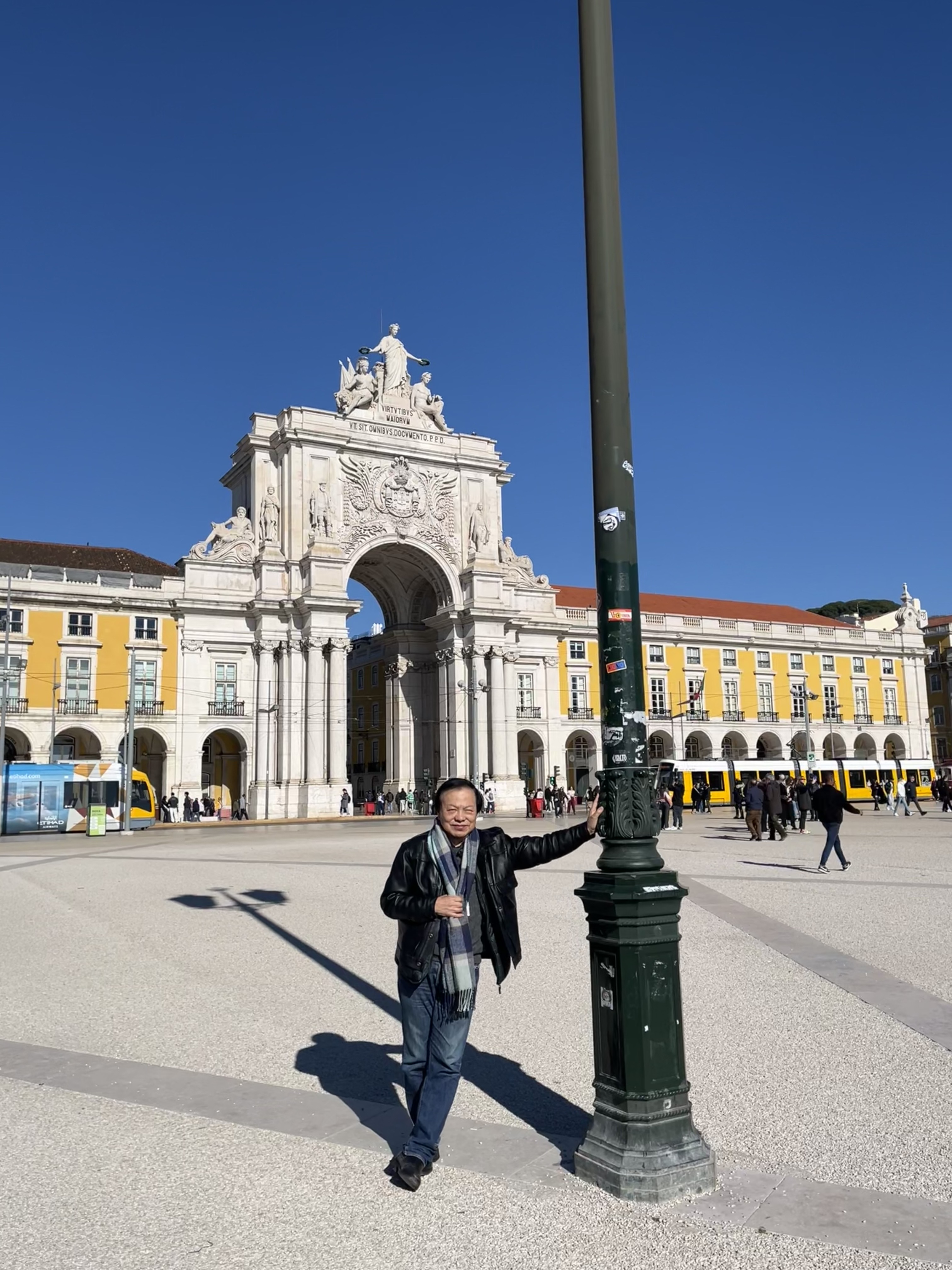

三宅 彰（1955年〈昭和30年〉7月20日 - ）は、日本の音楽プロデューサー、ボーカルプロデューサー/ディレクター、音楽コンサルタント。福岡県飯塚市生まれ。

## 略歴
福岡県飯塚市生まれ。大学卒業後、東芝EMI に入社。 仕事内容：制作・宣伝統括プロデュース。制作一筋に30 年以上、EMIミュージック・ジャパン邦楽取締役に就任。 プレイング・マネージャーとして活動後、独立。 2014年に新たな音楽ビジネスのスタイルを構築するために新会社、株式会社アレグロ・モデラートを設立し、代表取締役を務める。

### 主な担当アーティスト
宇多田ヒカルのデビューより「SCIENCE FICTION」に至るまでプロデュース、ボーカルディレクションを行う。

### その他担当したアーテイスト
クリエイション、カルメン・マキ 5X、ザ・ゴールデン・カップス、矢沢永吉、佐藤隆、NOBODY、伊藤咲子、早見優、ベッキー、吉井和哉、ももすももす、ハルカハミングバード他。 
ボーカルディレクションとして、米津玄師「Lemon」「感電」「ピースサイン」など、菅田将暉「まちがいさがし」、嵐「カイト」、Foorin「パプリカ」、吉岡聖恵「夏色のおもいで」、HANDSIGN「僕が君の耳になる」等を手がける。

## 人物
- 基本的には肉は食べない。
- お菓子好き。レコーディング中も、お菓子さえあればずっと食べている。
- 映画好き。 
  - 好きな映画作品/監督：「危険な関係」、「アラビアのロレンス」「2001年宇宙の旅」。
  - 監督はロジェ・ヴァディムやスタンリー・キューブリック。
- 常に株マーケットチェックしている。
- ヤフーニュースで情報収集するのが好き。海外出張の時はわざわざVPNサービスに登録し、ヤフーニュースを見れるようにしてもらっていた。
- せっかち。
- 好きな言葉：温故知新
- 尊敬する人：葛飾北斎、安部公房
- 好きな音楽・芸術家：ビートルズ、ジェネシス、パブロ・ピカソ、アントニ・ガウディ

### スタッフ勉強会「あすのためへ」より
- 技術を磨くのも大事だけど、我々が売っているのは「感動」。感動が技術を勝る。でもその裏付けになるのもやっぱり技術で、歌は磨いていくことが大事。と発言している。
- 「マイクは歌の魔法」。U49マイクのすばらしさを語る。 U67を良く使うし、ソニー800Gも良いマイク。近年はチャンドラー社とアビーロード・スタジオが共同開発した真空管マイク「REDD」（U47に近いサウンド）も使っていると話す。

### 宇多田ヒカルオフィシャルHP「Message from STAFF」より
- 「あなたを動物に例えると？またその理由は？」に対して「イルカ=寛容」。
- 「いまこの仕事をしてなかったとしたら何になりたかった？またその理由」という質問には「カウンセラー（今の仕事とあまり変わらないかな？）」。

### bayfm『Mind of Music』の「田家秀樹のアーティスト列伝」第三弾＜宇多田ヒカル特集。＞のインタビューより
- 「Automatic」ができた時にシングルにしようと決めていた。しかし、「time will tell」がFMでTop3ヒットしてたので揺れてた。考えた末、「time will tell」は夏の歌で、「Automatic」は冬の歌。デビューは冬なんだから「Automatic」でいこうと決める。スタッフには反対されたが、ヒカルと宇多田社長は賛同してくれた。
- 「Automatic」MVについて。「カメラが腰くらいの位置にあったから、彼女、頭が切れちゃうと思ったからしゃがんで歌ったんじゃないかな（って僕は思いました）。当時は撮影のこともよくわかってなかったから、それで低い位置で踊ってたんじゃないかと。天井は低くなかったです（笑）」
- 「日本の歌手と違うのは、息で歌うところ。洋楽でもアレサフランクリンやホイットニーヒューストンの時代にはそんなにない、マライア･キャリーやブランディの時代の話。息を溜めて使って歌うことも声を張り上げることもできる。それが宇多田ヒカルの歌だった。」
- 「プロデューサーとしてテーマを投げる。アダムとイブの純愛を書いてみないかと提案したが、一週間して「書けない」といわれた。私にとって男女のヒーローはボニー&クライドだから、そっちを書きたいと。そうして出来上がったのが『B&C』」

## その他エピソード
- いろんなロックを今まで担当してきたけど、宇多田ヒカル以降女性アーティストしか頼まれなくなった。売り込みも女性歌手ばかりになってしまった。のちに米津玄師のヴォーカルディレクションをやることになるが。
- アルバム「First Love」バックオーダー125万枚のエピソード。
  - 当時、EMIのコンピュータにバックオーダーの100万の桁がなかったので最初の表示は15万枚だった。それもすごい数字だか。それをきっかけで100万の桁を表示するようになったんだけど、それ以降使うことはなかった…。
  - 「First Love」アルバムの発売日、レコード店のレジにほとんど「First Love」のアルバムを持って何十人も並んでいたのが強烈な印象でした。

## 出演メディア
- 「三宅彰×加茂啓太郎対談」2人が考える“音楽プロデューサーの役割”[1]
- 「ここでしか聞けない楽曲制作秘話が満載！ 宇多田ヒカル20年の軌跡をハイレゾ楽曲で綴る」[2]